# Énocq
Énocq (Nederlands: Anoch) is een dorp in de Franse gemeente Bréxent-Énocq in het departement Pas-de-Calais. Het ligt in het zuiden van de gemeente aan de Canche, twee kilometer ten zuidwesten van Bréxent. Het riviertje de Dordogne mondt er uit in de Canche.

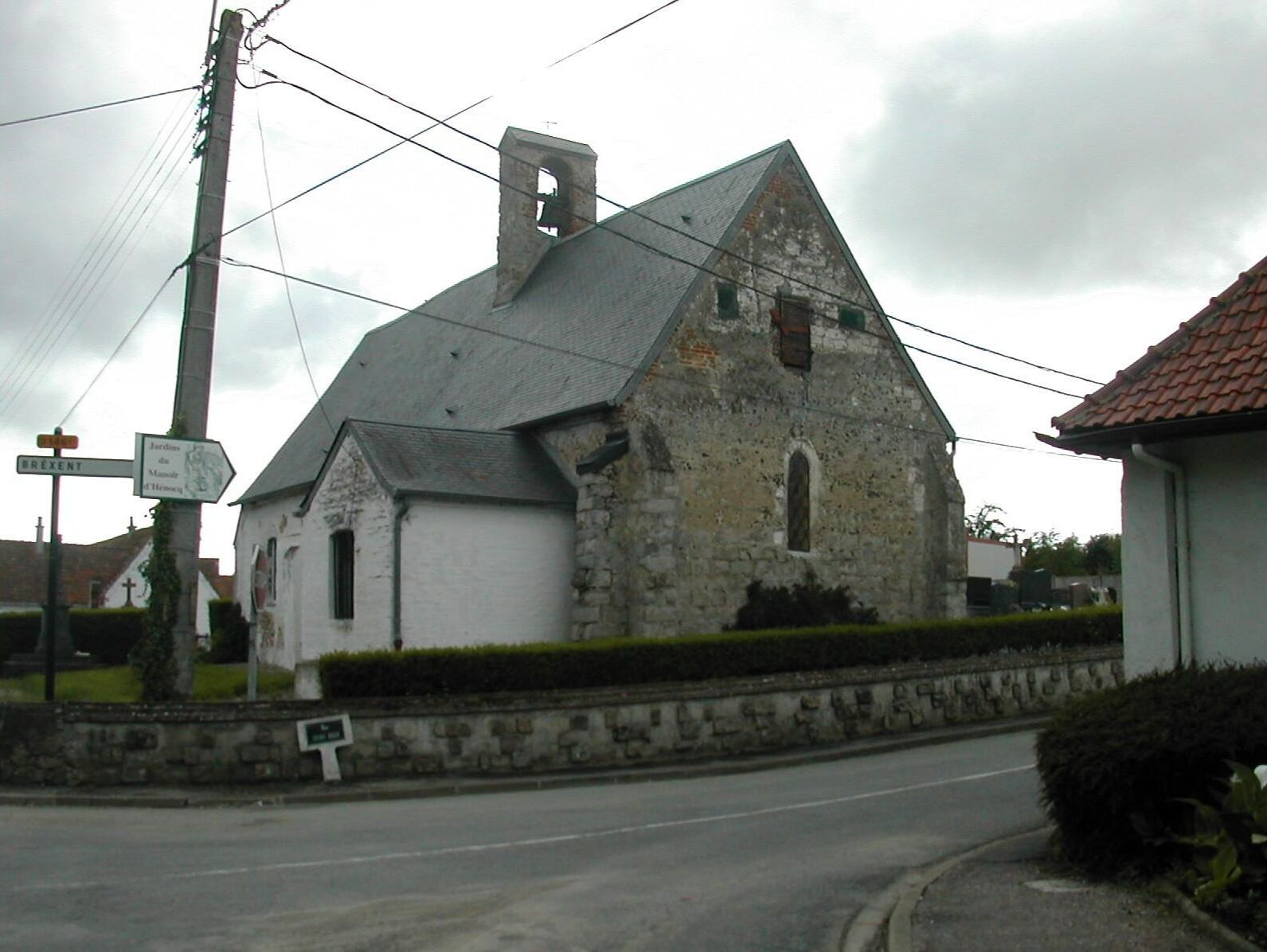
Église Notre-Dame

## Geschiedenis
Een oude vermelding van de plaats dateert uit de 12de eeuw als Anoch. De kerk van Énocq was een hulpkerk van die van Bréxent.
Op het eind van het ancien régime werd Énocq met Bréxent ondergebracht in de gemeente Bréxent-Énocq.

## Bezienswaardigheden
- De Église Notre-Dame

## Verkeer en vervoer
Énocq ligt langs de weg tussen Montreuil en Étaples.